# Richard Rösch
Richard Rosch (Chemnitz, ... – ...; fl. XX secolo) è stato un ciclista su strada tedesco. Concluse al terzo posto, vincendo due tappe, il Deutschland Tour del 1927

## Carriera
Corse per un solo anno, il 1927, come individuale, cogliendo risultati notevoli nel Deutschland Tour, che concluse al terzo posto assoluto a quasi un'ora di distanza dal vincitore Rudolf Wolke.
In quel Deutschland Tour seppe vincere ben due tappe, l'ottava frazione da Norimberga a Monaco di Baviera e l'undicesima precedendo il futuro vincitore finale Wolke, inoltre fu secondo nella dodicesima tappa e terzo nella nona.
Va comunque ricordato che quella edizione della corsa a tappe tedesche, a differenza delle precedenti, aveva un formato diverso da quello che assumono le odierne prove a tappe e più simile alla vecchia Coppa del mondo di ciclismo su strada, poiché venne disputata lungo un arco temporale molto ampio, dal 3 aprile al 9 ottobre del 1927, con una suddivisione in quindici tappe che venivano ripartite in due o tre appuntamenti per ogni mese, a differenza della Coppa del mondo però il sistema finale di classifica non era a punti bensì a tempo.
Anche suo fratello Erich corse in bicicletta, dal 1927 al 1929 come individuale e nel 1930 con la Diamant, senza però ottenere particolari risultati.

## Palmares
- 1927 (Individuale, due vittorie)

8ª tappa Deutschland Tour (Norimberga > Monaco di Baviera)
11ª tappa Deutschland Tour (Dortmund > Hannover)